# Raiffeisenbank Hersbruck
Die Raiffeisenbank Hersbruck eG war ein Kreditinstitut mit Hauptsitz in der mittelfränkischen Kleinstadt Hersbruck im bayerischen Landkreis Nürnberger Land. Das Geschäftsgebiet erstreckte sich auf die Hersbrucker Schweiz. Hier unterhielt die Bank 13 Geschäftsstellen.

## Organisationsstruktur
Die Raiffeisenbank Hersbruck war eine Genossenschaftsbank. Rechtsgrundlagen waren das Genossenschaftsgesetz und die durch den Aufsichtsrat erlassene Satzung. Organe der Bank waren der Vorstand, der Aufsichtsrat und die Vertreterversammlung.

## Geschäftsausrichtung
Die Raiffeisenbank Hersbruck betrieb das Universalbankgeschäft. Im Verbundgeschäft arbeitete sie mit der Allianz Versicherung, DZ Bank, DZ Privatbank, R+V Versicherung, Bausparkasse Schwäbisch Hall, Teambank, VR Smart Finanz und der Union Investment zusammen.

## Fusion
Im Jahre 2021 fusionierte die Bank mit der Raiffeisenbank Altdorf-Feucht eG zur Raiffeisenbank im Nürnberger Land eG.